# Jean Ier d'Apremont
Jean Ier d’Apremont, d’une famille noble lorraine, fut évêque de Verdun de 1216 à 1224, puis évêque de Metz de 1224 à 1238. Il meurt le 10 décembre 1238.

## Biographie
Il était fils de Geoffroi Ier, seigneur d’Apremont et d’Élisabeth de Dampierre.
Élu évêque de Metz en 1224, il organisa le diocèse en principauté épiscopale en limitant les ambitions des bourgeois, mais ses actions ne seront pas suivies par ses successeurs qui exerceront leur autorité dans le diocèse en dehors de la ville de Metz. Durant son épiscopat, il eut à intervenir dans la succession de Gertrude de Dabo, comtesse de Dabo (Dagsburg en allemand) et de Metz, fille d'Albert II de Dabo-Moha et de Gertrude de Bade, et récupéra le comté épiscopal. Il aurait cédé à son frère Gobert VI d'Apremont le comté de Sarrebruck, ou à Simon III de Sarrebruck selon d'autres sources.
Il rencontra des difficultés à relancer la ferveur religieuse, le clergé n’assumant plus ses fonctions : des chanoines étaient souvent absents du diocèse, des prêtres s’adonnaient à la magie et certains religieux n’observaient plus leurs vœux. Il tenta d’y remédier en organisant des conciles locaux, en 1228 et en 1238, mais qui n’eurent que peu de succès.
Il fut opposé aux habitants de Metz, au duc Mathieu II de Lorraine et au comte Henri II de Bar lors de la guerre des Amis de 1231 à 1234, et à l'issue de laquelle il dut renoncer au comté de Metz.